# Dicephalarcha
Dicephalarcha is een geslacht van vlinders van de familie bladrollers (Tortricidae), uit de onderfamilie Olethreutinae.

## Soorten
- D. acupicta Diakonoff, 1973
- D. anemodes (Meyrick, 1912)
- D. atava Diakonoff, 1973
- D. dependens (Meyrick, 1922)
- D. dimorpha (Meyrick, 1909)
- D. herbosa (Meyrick, 1909)
- D. mniopyrrha (Meyrick, 1931)
- D. monometalla Diakonoff, 1973
- D. sicca Diakonoff, 1973